# Tetralia
Tetralia is een geslacht van kreeftachtigen uit de klasse van de Malacostraca (hogere kreeftachtigen).

## Soorten
- Tetralia aurantistellata Trautwein, 2007
- Tetralia brengelae Trautwein, 2007
- Tetralia brunalineata Trautwein, 2007
- Tetralia cavimana Heller, 1861
- Tetralia cinctipes Paul'son, 1875
- Tetralia glaberrima (Herbst, 1790)
- Tetralia heterodactyla Heller, 1861
- Tetralia muta (Linnaeus, 1758)
- Tetralia nigrolineata Serène & Pham, 1957
- Tetralia ocucaerulea Trautwein, 2007
- Tetralia rubridactyla Garth, 1971